# Брегињ
Брегињ (словен. Breginj, итал. Bergogna) је насељено место у општини Кобарид, Горишка регија, Словенија.

## Историја
До територијалне реорганизације у Словенији био је у саставу старе општине Толмин.

## Становништво
На попису становништва из 2011. године, Брегињ је имао 196 становника.
| Број становника према пописима | Број становника према пописима | Број становника према пописима |
| ------------------------------ | ------------------------------ | ------------------------------ |
| 1991                           | 2002                           | 2011                           |
| 280                            | 251                            | 196                            |

## Галерија
- Брегињ 1951.
- Брегињ 1951.
- сеоске куће